# 2.ª Divisão de Infantaria (Reino Unido)
A 2.ª Divisão de Infantaria (4th Infantry Division) é uma divisão regular do Exército Britânico com uma longa história: esteve presente na Guerra Peninsular, na Guerra da Crimeia, na Primeira Guerra Mundial e na Segunda Guerra Mundial.
Foi originalmente formada em 1809 por Arthur Wellesley, 1.º Duque de Wellington para servir na Guerra Peninsular, onde participou em numerosas batalhas.
Na Guerra Peninsular participou na Segunda Batalha do Porto, na Batalha de Talavera e na Batalha do Buçaco. Sofreu terríveis baixas na Batalha de Albuera. Nesta guerra participaria ainda na Batalha de Vitória e na Batalha dos Pirenéus.
Participou na batalha de Waterloo.
Na Guerra da Crimeia participou activamente na Batalha de Alma, Batalha de Balaclava e Batalha de Inkerman, onde sofreu enormes perdas. Foi neste conflito comandada por George de Lacy Evans.
Participou na contra-rebelião da Revolta de Urabi.
Foi enviada para a África do Sul durante as Guerras dos Bôeres.
Esteve entre as divisões enviadas para França como parte da Força Expedicionária Britânica na Primeira Guerra Mundial. Serviu na Frente Ocidental durante toda a guerra e participou nas grandes ofensivas incluindo a Primeira Batalha de Ypres, entre outras.
Durante a Segunda Guerra Mundial foi enviada para França até junho de 1940. Participou na Operação Dynamo.